# Касипат Чогратин
Касипат Чогратин (тај. กษิภัทร์โชคราธิน, романизовано Kasipat Chograthin; Нонтабури, 24. септембар 1994) тајландски је пливач чија ужа специјалност су трке леђним стилом. Национални је првак и рекордер.

## Спортска каријера
Чогратин је за репрезентацију Тајланда дебитовао на Играма Југоисточне Азије 2013. у Нејпјиду, где је пливајући у штафети 4×100 мешовито освојио сребрну медаљу. На истом такмичењу, које је две године касније одржано у Сингапуру, освојио је бронзану медаљу у трци на 50 леђно.
Дебитантски наступ на светским првенствима је имао у Казању 2015, где је пливао у две трке. Прво је као члан штафете 4×100 мешовито у квалификацијама заузео 15. место, а потом у трци на 50 леђно био на укупно 38. месту.
Током 2018. наступио је на Азијским играма у Џакарти и Светском првенству у малим базенима у Хангџоуу.
Други наступ на светским првенствима у великим базенима је имао у корејском Квангџуу 2019, где је остварио два пласмана на 53. место у квалификационим тркама на 50 леђно и 100 леђно.